# Сражение при Тапиобичке (1849)
Сражение при Тапиобичке (венг. Tápióbicskei csata) — второе сражение весенней кампании войны за независимость Венгрии (1848—1849), произошедшее 4 апреля 1849 года между войсками австрийской империи и венгерской революционной армией.
После того, как в конце марта 1849 года военный совет в Эгере утвердил план действий, венгерская армия, наступавшая из-за линии Тисы, 2 апреля нанесла поражение корпусу генерала Шлика в Хатване и положила начало весенней кампании.
После битвы при Хатване главнокомандующий имперскими войсками Виндишгрец по-прежнему беспокоился не о Буде и Пеште, а о Комароме, поэтому он развернул свои войска дальше в северном направлении, ожидая нападения венгров между Гёдёллё и Хатваном, хотя против него действовал только один (VII корпус) Андраша Гаспара.
В это время основные венгерские силы (три корпуса) под командованием Артура Гёргея фланговым маршем стали обходить южный фланг противника, чтобы затем продвигаться в направлении Гёдёллё.
Утром 4 апреля из Ясбереня двинулась обходная венгерская колонна, целью которой было дойти через Надькату до Тапиобичке. Передовой I корпус под командованием Дьёрдя Клапки по дороге получил известие от местных жителей о том, что прошедшие вчера днем обозы корпуса Елачича все еще находятся в Тапиобичке. Клапка, не думая об опасности раскрытия плана похода противнику, решил напасть врасплох и взять эту легкую добычу. Он отправил свой авангард в деревню, где последний наткнулся на пехотную бригаду генерал-майора Даниэля Растича и кавалерийскую бригаду полковника Штернберга (обе из корпуса Елачича), более 7 500 штыков и сабель. Венгерский авангард попал под перекрестный огонь противника и в панике бежал.
Чтобы предотвратить царившую панику, Клапка приказал атаковать своей кавалерии. Венгерские гусары вышли победителями из столкновения с хорватской кавалерией, но к этому времени отступление венгров стало всеобщим, и хорваты Елачича даже захватили 10 пушек Клапки, занимавших позицию на холме к востоку от Тапиобичке. Кроме того, в руки имперцев попал и мост через ручей Тапио.
Гёргей, проинформированный об обстановке, отдал приказ шедшему за Клапкой III корпусу Дамьянича ускорить шаг и атаковать противника с ходу. Вначале обстрел двух венгерских батарей заставил отступить австрийскую кавалерийскую батарею, расположенную перед мостом, а затем венгры силами трех пехотных батальонов атаковали и захватили сам мост. За ними последовали остальные части дивизии Высоцкого, а также солдаты I-го корпуса.
Растич построил свои войска перед Тапиобичке, выдержал атаку противника и контратаковал. Венгры начали отступать, но к этому времени вся дивизия Высоцкого, переправившаяся через Тапио, при поддержке картечного огня двух пушек пошла в штыковую атаку, вынудив солдат Растича отступить через деревню. Чтобы замедлить продвижение противника, Растич приказал поджечь Тапиобичке. Бой закончился около 17:00
После сражения при Тапиобичке Гёргей опасался, что план кампании будет раскрыт, так как австрийцы могли легко сделать вывод, что основные венгерские силы находятся к югу от их армии. Однако Виндишгрец, обманутый ложным донесением Елачича о мнимой победе, приказал бану Хорватии преследовать венгров, которые на самом деле не отступали, а приближались к Гёдёллё. Всё это привело к самому значительному столкновению первого этапа весенней кампании — сражению при Ишасеге.